# Ramon Abrahams
Ramon Abrahams (1953) is een Surinaams ex-militair en politicus. Hij is ook de ondervoorzitter van de politieke partij van Desi Bouterse, de Nationale Democratische Partij (NDP).

## Biografie

### Sergeant
Toen Suriname in 1975 onafhankelijk werd, ging de Troepenmacht in Suriname (TRIS) over in de Surinaamse Krijgsmacht (SKM). In verband met de vorming van de SKM werden uit Suriname afkomstige onderofficieren in het Nederlandse leger met privileges, zoals een suppletie op de soldij, aangemoedigd om in Surinaamse dienst te treden. Abrahams behoorde net als onder andere Desi Bouterse en Badrissein Sital tot degenen die daarom naar Suriname terugkeerden. Nadat sergeant Abrahams in januari 1979 als secretaris van de niet door de overheid erkende militaire vakbond Bond van Onderofficieren een aan de legerleiding gerichte open brief in de Memre Boekoe-kazerne publiceerde werd hem een celstraf van 6 dagen opgelegd. In reactie daarop volgde op 4 januari 1979 een demonstratieve mars door de straten van Paramaribo om hem vrij te krijgen waaraan bijna 100 onderofficieren deelnamen. Onder druk van dergelijke acties en daarnaast door de steun vanuit andere bonden en vakcentrales besloot de legerleiding hem op 6 januari vrij te laten. De Bond van Onderofficieren ging later indirect op in de militaire vakbond Bomika (Bond voor Militair Kader) waar Abrahams, die tot de militaire politie behoorde, een leidinggevende positie kreeg.

### Staatsgreep
In januari 1980 escaleerde een conflict rond vrijwilligers die al lange tijd aan het wachten waren op de toegezegde aanstelling als beroepsmilitair. Op 30 januari was er in verband daarmee een bezetting van de Memre Boekoe-kazerne waarbij de eveneens niet door de overheid erkende militaire vakbond Bomika betrokken was. Naast de militaire politie werd ook de gewone politie ingezet en toen de ongewapende militairen weigerden te vertrekken, richtte de politie in geknielde houding karabijnen op hen terwijl hoofdcommissaris van politie Jimmy Walker al de opdracht had gegeven om op deze bezetters te schieten. Om letterlijk een bloedbad te voorkomen vertrokken ze alsnog en nog diezelfde dag werden Laurens Neede en Badrissein Sital gearresteerd. Een dag later volgde de arrestatie van Abrahams. Deze drie sergeants die leiding gaven aan Bomika moesten op 20 februari voor de krijgsraad verschijnen waar ze beschuldigd worden van militair oproer. De auditeur-militair Fred Kruisland eiste 10 maanden gevangenisstraf en ontslag uit militaire dienst.

Het vonnis zou op 26 februari 1980 om 8:15 uur worden uitgesproken.
Zover kwam het echter niet, want in reactie op deze zaak begon in de nacht van 24 op 25 februari een staatsgreep onder leiding van sergeant Bouterse, die tegenwoordig bekendstaat als de Sergeantencoup. Toen de staatsgreep gaande was zaten Abrahams, Neede, en Sital in de cellen van het hoofdbureau van politie, dat later die dag door militairen in brand zou worden geschoten. Ze werden vrijgelaten met als doel een staakt-het-vuren te regelen. In plaats daarvan sloten ze zich echter aan bij de coup-plegers.
Na de staatsgreep werd de Nationale Militaire Raad (NMR) ingesteld van zo'n acht personen,  waaronder Bouterse, Sital, Neede, en als jongste lid de toen 26-jarige Ramon Abrahams. De NMR nam in Suriname de macht over en stuurde de regering-Arron naar huis. Later dat jaar werd Abrahams hoofd van de militaire politie en promoveerde hij tot luitenant. Begin augustus moesten  Abrahams, Sital en Stanley Joeman, aftreden als NMR-lid nadat het militaire kader het vertrouwen in hen had opgezegd omdat ze een radicaal-links koers naar bijvoorbeeld Cubaans model zouden voorstaan. Bouterse en Roy Horb lieten later die maand Sital en Joeman gevangennemen vanwege een vermeende beraming van een linkse coup. 

### Verenigde Staten
In januari 1983, een maand na de Decembermoorden, maakte Bouterse bekend dat kapitein Abrahams ontheven was van zijn functie als hoofd van de militaire politie en in de Verenigde Staten op vakantie was. Andere bronnen gaven aan dat Abrahams vanwege de Decembermoorden zelf ontslag had genomen en Suriname had verlaten.

### Minister
Na het herstel van de democratie werd Bouterse actief binnen 'zijn' politieke partij: de Nationale Democratische Partij (NDP). Abrahams was lid van het hoofdbestuur en NDP-secretaris tot hij eind 2006 bij bestuursverkiezingen die functies verloor. In aanloop naar de verkiezingen van 2010 was hij de NDP-campagneleider. Na die verkiezingen waarbij de NDP samen met andere partijen aan de macht kwam, werd Abrahams de minister van Openbare Werken en Bouterse werd de nieuwe president.

### Opspraak
Enkele maanden later kwam Abrahams in opspraak, toen bleek dat zijn kantoor op het ministerie voor 650.000 Surinaamse dollars (ca. 175.000 euro) verbouwd was, zonder dat dit openbaar was aanbesteed, waarbij zijn dochter voor het ontwerp was ingehuurd, en zijn schoonzoon als aannemer het werk had mogen uitvoeren. Als reden voor het niet openbaar aanbesteden werd aangevoerd dat de verbouwing erg dringend zou zijn geweest. In juni 2013 werd Abrahams opgevolgd door Rabin Parmessar.